# Diga Grand Coulee
La diga Grand Coulee è una diga in calcestruzzo di tipo a gravità costruita a scopo idroelettrico sul fiume Columbia nello stato di Washington negli USA.
Questa diga è il più grosso impianto di produzione di energia idroelettrica e la più grande struttura in calcestruzzo degli Stati Uniti.
Nel mondo invece è il quarto impianto di produzione idroelettrica. Le dighe con produzioni maggiori sono infatti la diga delle Tre Gole in Cina, la diga di Guri in Venezuela e la diga di Itaipú sul confine tra Paraguay e Brasile.